# Scambopus
Scambopus là chi thực vật có hoa trong họ Cải.